# يوسف حسين الخانفورى
أبو إسماعيل يوسف حسين بن محمد حسن بن محمد كَل، بن هداية الله الخانْفُوري (نسبة لقريته) الهَزَارَوي البنجابي (نسبة لمنطقته) الهندي،
أحد كبار علماء الحديث في الهند، ومن أبرز ناشري الحديث والأثر في العراق والقاضي والنحْوي
وُلد ضحوة الجمعة لليلتين بقيتا من جمادى الآخرة سنة 1285 هـ (أكتوبر 1868م) بقرية خانفور من أعمال هَزارة، في أسرة علم وفضل وصلاح، فوالده محمد حسن -ويقال له: غلام حسن- (1239 هـ تقريبًا - 3/9/1301) وأخواه عبد الأحد (ت 1347 هـ) ومحمد؛ ثلاثتهم من القضاة والعلماء الصالحين المبرِّزين في الفقه والحديث، وهم مترجَمون في نزهة الخواطر.

## نشأته وتلقيه للعلم
نشأ الشيخ في قريته خانفور، وقرأ العلم على أبيه وأخويه، وبعد أن حصّل واستفاد ارتحل للاستزادة، فرحل إلى أفغانستان سنة 1301 ، وأدرك بها الشيخ المجاهد عبد الكريم بن ولاية علي العظيم آبادي (ت1333)، فقرأ عليه سنن النسائي وغيره، وصحبه سنة وستة أشهر، ثم رجع إلى بلاده وأقام بها نحو سنتين، ثم لم يصبر عن التضلع في العلم والحديث، فسافر إلى دهلي راجلا، فوصل إليها في اثنين وعشرين يومًا؛ في شهر الله المحرم سنة ست وثلاثمائة وألف،
ولازم دروس محدّث الدنيا نذير حسين الدهلوي -شيخ أخويه من قبل- وقرأ عليه في الحديث، وكان المترجم يقدّمه على سائر مشايخه، وأثنى عليه عاليًا، وذكر أنه قرأ عليه بعض البخاري، وأجازه ببقيته (ويقوى احتمال سماعه لهذا الباقي بقراءة غيره، لإشارةٍ وعدة قرائن في ثبته)، وروى عنه صحيح مسلم وسنن أبي داود والترمذي وابن ماجه وموطأ مالك قراءة وسماعًا، وقال عن سنن النسائي: قراءة لبعضها وإجازة لسائرها (وهذه قد تكون بمعنى ما ذكرته في البُخاري)، وقرأ طرفًا من الدارمي والدارقطني، وروى عنه كتبًا أخرى بالإجازة، كمسند أحمد، وحصل على إجازته العامة.
وأخذ عن القاضي العلامة المحدث حسين بن محسن الأنصاري أيضًا، ونص أنه قرأ بعض البخاري عليه، وأخذ كذلك عن الشيخ إسحاق بن عبد الرحمن آل الشيخ النجدي، وعن الشيخ إبراهيم بن سليمان المهاجر المكي، -قال عبد الحي الحسني: وكلهم أجازوه عند ورودهم ببلدة دهلي- وروى عن الأول كثيرًا في ثبته، وأخذ عن العلامة محمد بشير السهسواني، ويظهر من ثبت المترجم أن له منه إجازة، وكذلك من والده وأخويه، وعبد الكريم العظيم آبادي، فقد أسند عنهم رواية بعض الأثبات.
وذاع صيت المترجم واشتهر بالعلم في حياة أشياخه، فكان أحد من اعتمد عليهم العلامة شمس الحق العظيم آبادي في لجنة إعداد شرحه العظيم: "عون المعبود على سنن أبي داود"، وهم نخبة من العلماء؛ تجمع المواد المتفرقة من بطون الكتب، ولما انتهى تأليف الكتاب قرظه المترجم نثرًا وشعرًا سنة 1322، كما هو مثبت في آخر المطبوع (13/227 و232 ط. عبد الرحمن عثمان).
كما تولى القضاء كأبيه وأخويه.

## رحلته للعراق
بعد ذلك ارتحل المترجم لديار العرب صوب العراق، ونزل ببغداد في مدرسة عبد القادر الكيلاني، وبقي ست سنوات ينشر علم الحديث، واجتمع حوله نخبة من علماء البلد، ممن كان لهم أكبر الأثر في الإصلاح ونشر السنّة هناك، ومنهم: علامة العراق محمود شكري الألوسي، وتلامذته: العلامة المحدّث عبد الكريم الشيخلي الملقب بالصاعقة، والعلامة اللغوي محمد بهجة الأثري، والشيخ عبد اللطيف الثنيان، والشيخ محمد بن حمد العسافي -وهو الذي استضافه، واستجاز له المترجم من العلامة شمس الحق العظيم آبادي مكاتبة-، والشيخ نعمان بن أحمد العبيدي الأعظمي، والشيخ محمد درويش بن شاكر الألوسي.
فاجتمع هؤلاء عليه لقراءة الحديث، وقرؤوا المصطلح والصحيحين والسنن الأربعة والموطأ والمسند، وغير ذلك، وكان القارئ الشيخ الصاعقة، وشاركه الشيخ محمد بهجة في قراءة مسلم، وأجازهم المترجم سنة 1329 إجازة عامة، وبثبته الحافل: الجوائز والصلات في أسانيد الكتب والأثبات، ونسخوه منه.
وانتشرت رواية كتب الحديث في العراق عن طريق طلابه هؤلاء (انظر: جهود مخلصة 178)، ولا سيما الصاعقة، وعن الصاعقة اشتهر أبرز تلامذته شيخنا المحدّث صبحي السامرائي حفظه الله، الذي أقرأ ودرّس في بلده العراق وفي السعودية ولبنان والبحرين، وفيها قرأت عليه مع الزملاء الصحيحين وأطراف أمات الكتب الحديثية.
عودًا إلى المترجم، فأخَمّن أن العراق كانت في الأصل محطة في طريق الحج إما ذهابًا أو إيابًا، وعاد المترجم إلى الهند، وتوفي أوائل سنة 1352 هـ، وأجزل مثوبته. كان المترجم يتقن العربية والفارسية والأُردية، بل كان شاعرًا مجيدًا في الثلاثة، ينشئ القصائد الطوال بلا عناء.

## مصنفاته
إتمام الخشوع بوضع اليمين على الشمال بعد الركوع (بالعربية، ورسالة في الموضوع نفسه بالأُردية)
وزُبدة المقادير (رسالة في معرفة الأوقات)
وثَبَته: الجوائز والصِّلات.
ومن شعره بالعربية:
وقصيدة مطلعها:
ذكرهما في نزهة الخواطر، ومطلع قصيدته في مدح عون المعبود:
ومن قصائده بالفارسية مدحه لشيخه نذير حسين، مذكورة في الحياة بعد الممات.

## عقيدته ومذهبه
كان المترجم من كبار علماء أهل الحديث السلفيين في الهند، وشأنه في ذلك مشهور ومستفيض، ومن دلائله معرفة شيوخه وتلاميذه، وثناؤه العالي على مشايخه السلفيين في السنّة (كما في ثبته)، ويظهر نَفَسُه المعتز بالسنّة والأثر المناهض للبدع من خلال بعض قصائده، وكذلك تقريظه المنثور لعون المعبود (13/237).

## من ثناء العلماء عليه
قال العلامة عبد الحي الحسني: الشيخ العالم المحدث.. أحد العلماء المبرزين في النحو والعربية.
وقال عنه المولوي تلطف حسين العظيم آبادي، المشرف على طبع عون المعبود: الأديب الأريب، والفاضل النبيل.
وقال عنه تلميذه الشيخ محمد حمد العسافي: الشيخ الفاضل العلامة، الحبر الفهامة، شمس العلماء، فخر الفضلاء.
وحلاه الشيخ يونس السامرائي بمحدث الهند الكبير.
وقال لي شيخنا صبحي السامرائي : هو الشيخ الإمام الكبير.
وقال شيخنا عبد الجبار الفريوائي: الشيخ المحدث.. أحد العلماء المبرزين في العلوم العربية والإسلامية.
وقال أيضًا: يعتبر الشيخ يوسف الخانفوري من كبار علماء الحديث في الهند، وأحد العلماء البارزين الذين لهم دور مهم في نشر علم الحديث الشريف في بلاد الهند وبغداد.